# Xian autonome dong de Yuping
Le xian autonome dong de Yuping (玉屏侗族自治县 ; pinyin : Yùpíng dòngzú Zìzhìxiàn) est un district administratif de la province du Guizhou en Chine. Il est placé sous la juridiction de la préfecture de Tongren.

## Démographie
La population du district était de 131 558 habitants en 1999.